# Oinville-sur-Montcient
Oinville-sur-Montcient è un comune francese di 1 139 abitanti situato nel dipartimento degli Yvelines nella regione dell'Île-de-France.

## Società

### Evoluzione demografica
Abitanti censiti